# Isabell-lilja
Isabell-lilja (Lilium ×testaceum) är en hybrid i familjen liljeväxter, mellan madonnalilja (L. candidum) och turbanlilja (L. chalcedonicum)
Lökar vanligen ca 10 cm i diameter. Bildar bladrosetter under hösten. Stjälkarna blir 150–180 cm. Blommor 3–12, trattlika, ca 8 cm i diameter, doftande. Kalkbladen är vita, aprikosgula till röda, ibland något fläckiga i rött. Pollen vanligen rödbrunt. De är ofta sterila.

## Sorter
Den första klonen odlas fortfarande men har inte fått något eget sortnamn. Den har aprikosgula blommor som är fläckiga i rött. Pollen rödbrunt. Från Tyskland eller Holland ca 1810.
Andra sorter är:
- 'Aislaby Apricot' – har stora aprikosgula blommor med rött pollen. Cooper 1966.
- 'Apollo' – 120 cm. Blommorna är blekt aprikosrosa med tillbakarullade hylleblad. O.E.P.Wyatt ca 1947.
- 'Ares' – 120 cm. Blommorna är klart orangeröda med tillbakarullade hylleblad. O.E.P.Wyatt ca 1948.
- 'Artemis' – 100 cm. Blommorna snäckskalsrosa som övergår i saffransgult, med tillbakarullade hylleblad. O.E.P.Wyatt ca 1952.
- 'Beerensii' – blommorna är djupt aprikosrosa med orangeröda ståndarknappar. T.S.Ware ca 1895.
- 'Camille' – L.B.Tuffery.
- 'Frank Jones' – klarröda blommor. F.J.Jones 1942.
- 'Hephaestus' – 100 cm. Blommorna är först rosa, men övergår i regelrött. O.E.P.Wyatt ca 1947.

- 'Hughes Apricot' – har klart aprikosgula blommor utan fläckar. G.R.Hughes 1950–talet.
- 'Jewel' – rent vit med röda ståndarknappar. J. de Graaff 1954.
- 'Jones' ('Jones' Variety') – blommor gula med aprikos anstrykning. Scharlakansröda fläckar i svalget. Pollen rödorange. Kalkblad är inte så tillbakadragna som vanligt. F. J. Jones 1932.
- 'Lilac Weekes' – blommor skinande vita, utåtriktade. C.Weekes ca 1944.
- 'Spice' – har vita blommor med rött pollen. J. de Graaff ca 1948.
- 'Sybil Stern' – blommor djupt laxorange, ståndarknappar djupt röda. F.J.Jones ca 1938.
- 'White Knight' – rent vita blommor med rött pollen. F.Scheubel 1923.
- 'Zeus' (syn. 'Athene') – 100 cm. Blommorna är orangerösa med mörkare prickar, hyllebladen är tillbakarullade. O.E.P.Wyatt ca 1949.